# Ophiorrhiza fontinalis
Ophiorrhiza fontinalis är en måreväxtart som beskrevs av Henry Nicholas Ridley. Ophiorrhiza fontinalis ingår i släktet Ophiorrhiza och familjen måreväxter. Inga underarter finns listade i Catalogue of Life.